# Artesanía Bidri
La artesanía Bidri es un tipo artesanía de metal de la región de Bidar, India. Fue desarrollada en el siglo XIV durante el gobierno de los sultanes de Bahmani. El término se origina en el municipio de Bidar, que sigue siendo el principal centro de fabricación de artículos de metal únicos. Debido a su llamativa obra de arte con incrustaciones, la artesanía Bidri es una importante artesanía de exportación de la India y es apreciada como símbolo de riqueza. El metal utilizado es una aleación ennegrecida de zinc y cobre con incrustaciones de finas láminas de plata pura. Esta forma de arte nativo ha obtenido el registro de Indicaciones Geográficas (IG).

## Orígenes

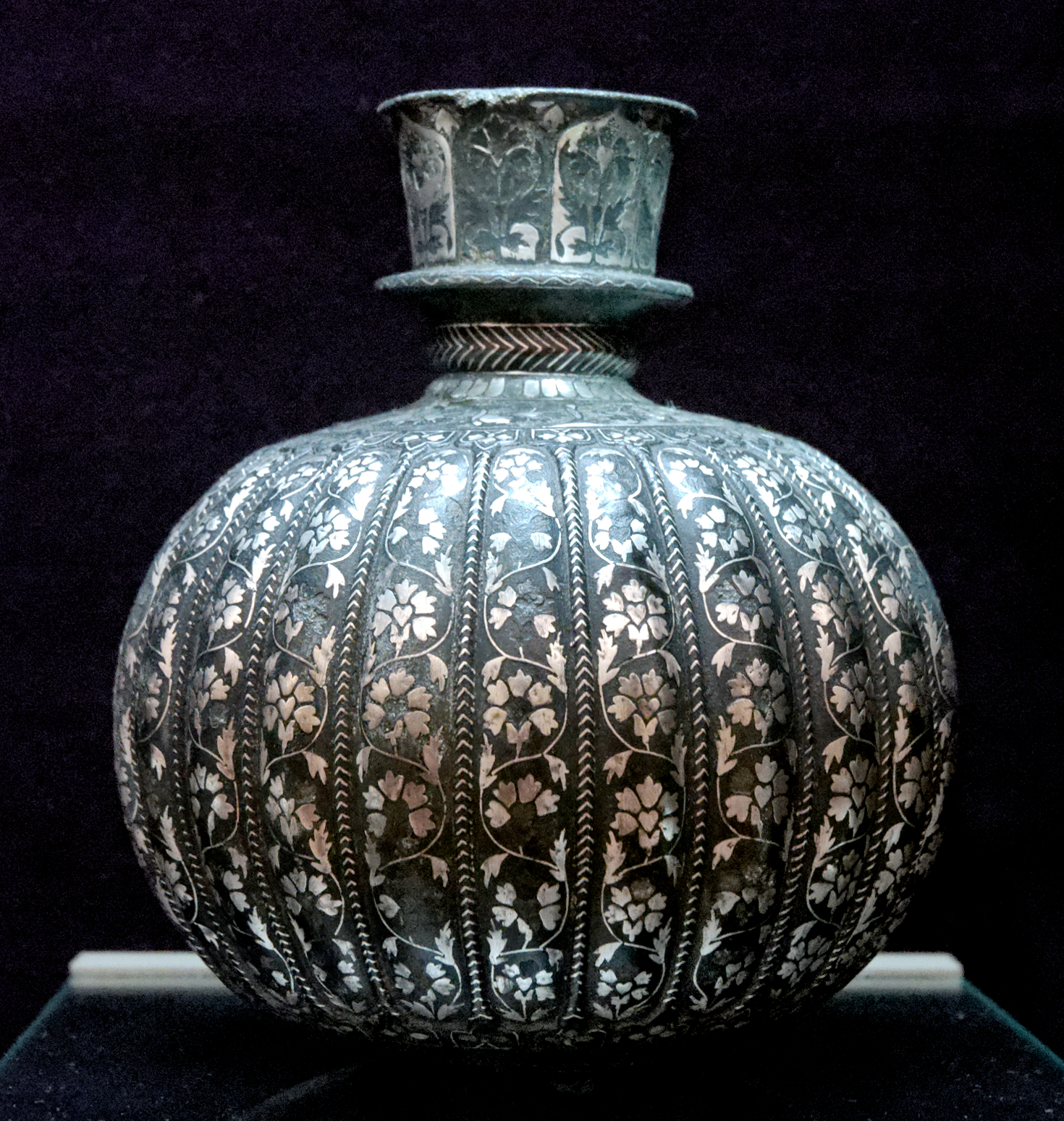
Base de narguile Bidri de finales del, museo del Louvre.

El origen de la artesanía Bidri generalmente se atribuye a los sultanes Bahamani que gobernaron Bidar en los siglos XIV y XV. Las técnicas y el estilo de la artesanía Bidri están influenciados por el arte persa. Fue traído por primera vez a la India por el conocido sufí Khwaja Moinuddin Hasan Chisti en forma de utensilios. La forma de arte desarrollada en el reino fue una mezcla de influencias turcas, persas y árabes que se entremezclaron con los estilos locales y así nació un estilo propio único. El sultán Ahmed Shah Bahmani invitó a Abdullah bin Kaiser, un artesano de Irán, a trabajar en la decoración de los palacios y las cortes reales. Según algunos relatos, Kaiser trabajó con artesanos locales y la asociación resultó en bidriware bajo el gobierno de Ahmed Shah y su hijo Second Alauddin Bahmani. Junto con los artesanos locales, el arte se extendió por todas partes y se transmitió de generación en generación con el paso del tiempo.

## Elaboración de la artesanía Bidri
La producción de la artesanía Bidri comprende un proceso de ocho etapas: moldeado, alisado con lima, diseño con cincel, grabado con cincel y martillo, incrustación de plata pura, alisado nuevo, pulido y finalmente oxidado con tierra y cloruro de amonio.
La artesanía Bidri se fabrica a partir de una aleación de cobre y zinc (en una proporción de 1:16) por fundición. El contenido de zinc le da a la aleación un color negro intenso. En primer lugar, se forma un molde a partir de tierra maleable mediante la adición de aceite de ricino y resina. A continuación, se vierte el metal fundido en él para obtener una pieza fundida que luego se alisa mediante limado. La fundición ahora se recubre con una solución fuerte de sulfato de cobre para obtener una capa negra temporal sobre la cual se graban los diseños a mano alzada con la ayuda de una aguja de metal.

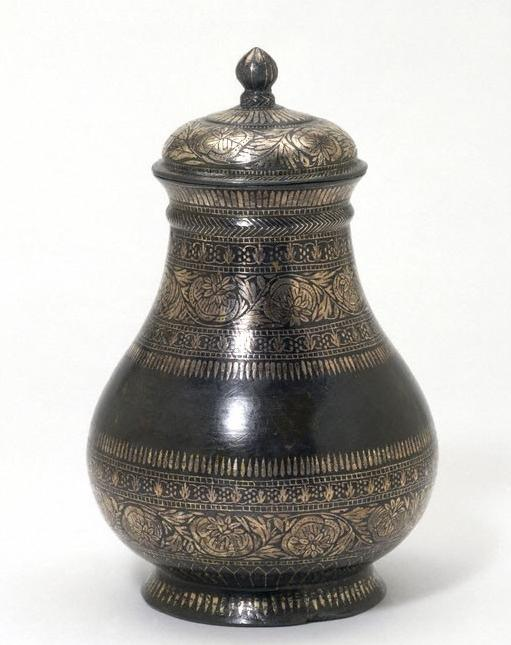
Artesanía Bidri, contenedor con tapa 1850, V&A Museum.

Luego, esto se asegura en un tornillo de banco y el artesano usa pequeños cinceles para grabar el diseño sobre el grabado a mano alzada. Luego se martillan con cuidado alambre fino o tiras aplanadas de plata pura en estas ranuras.
A continuación, el artículo se lima, pule y alisa para eliminar la capa negra temporal. Esto da como resultado que la incrustación de plata apenas se distinga de la superficie metálica brillante que ahora es toda de color blanco plateado.
La artesanía Bidri ahora está lista para el proceso de ennegrecimiento final. Aquí, se utiliza una variedad especial de suelo que está disponible solo en las partes no iluminadas del fuerte de Bidar. [6] Se mezcla con cloruro de amonio y agua para producir una pasta que luego se frota sobre una superficie bidri calentada. La pasta oscurece selectivamente el cuerpo mientras no tiene efecto sobre la incrustación de plata.
Luego, la pasta se enjuaga para revelar un diseño plateado brillante que contrasta con la superficie negra. Como toque final, se aplica aceite al producto terminado para profundizar el recubrimiento mate. El producto terminado aparece negro con incrustaciones de plata brillante.

## Galería

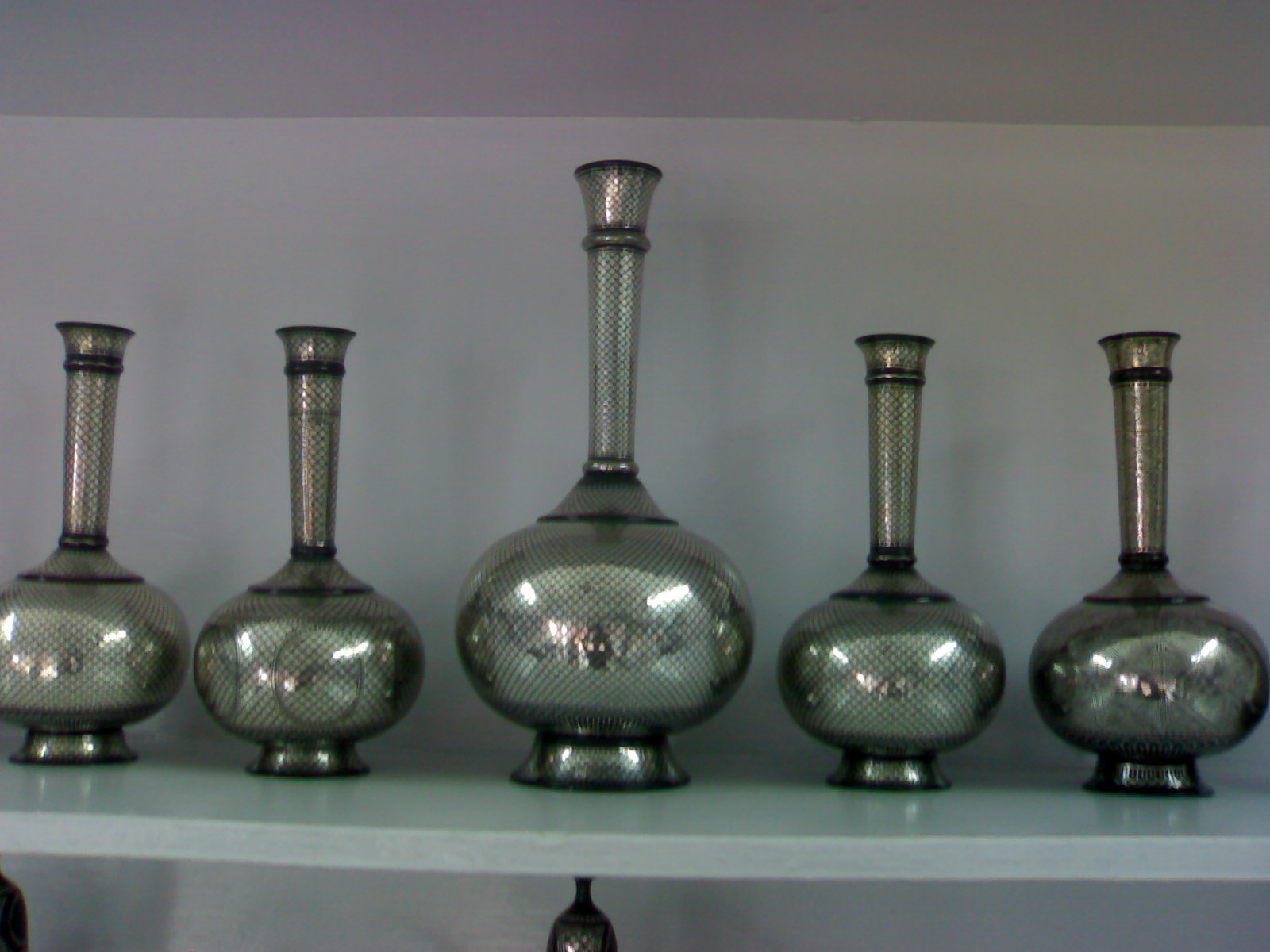
Bidri vases
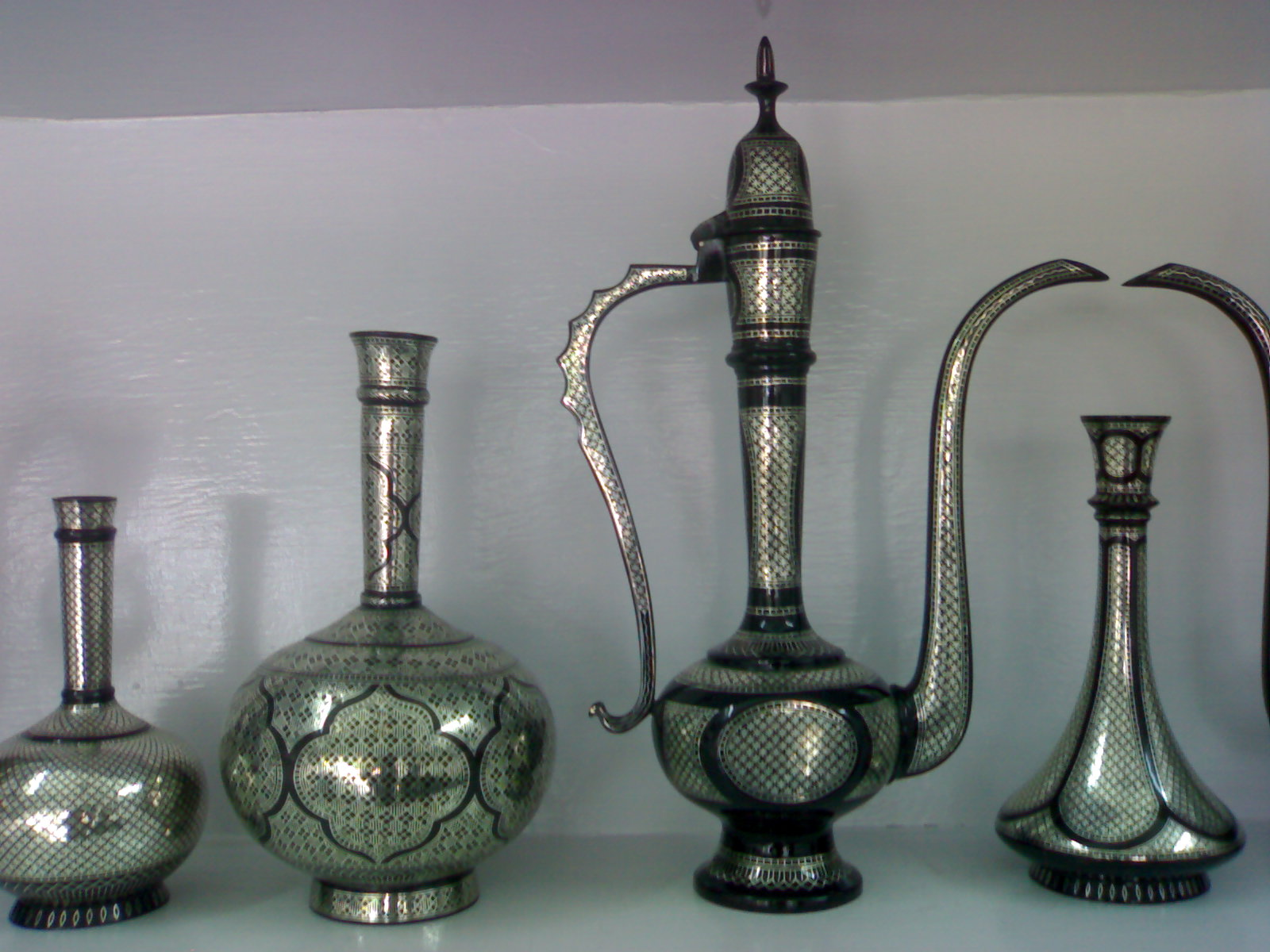
Vasos y decantador en artesanía Bidri
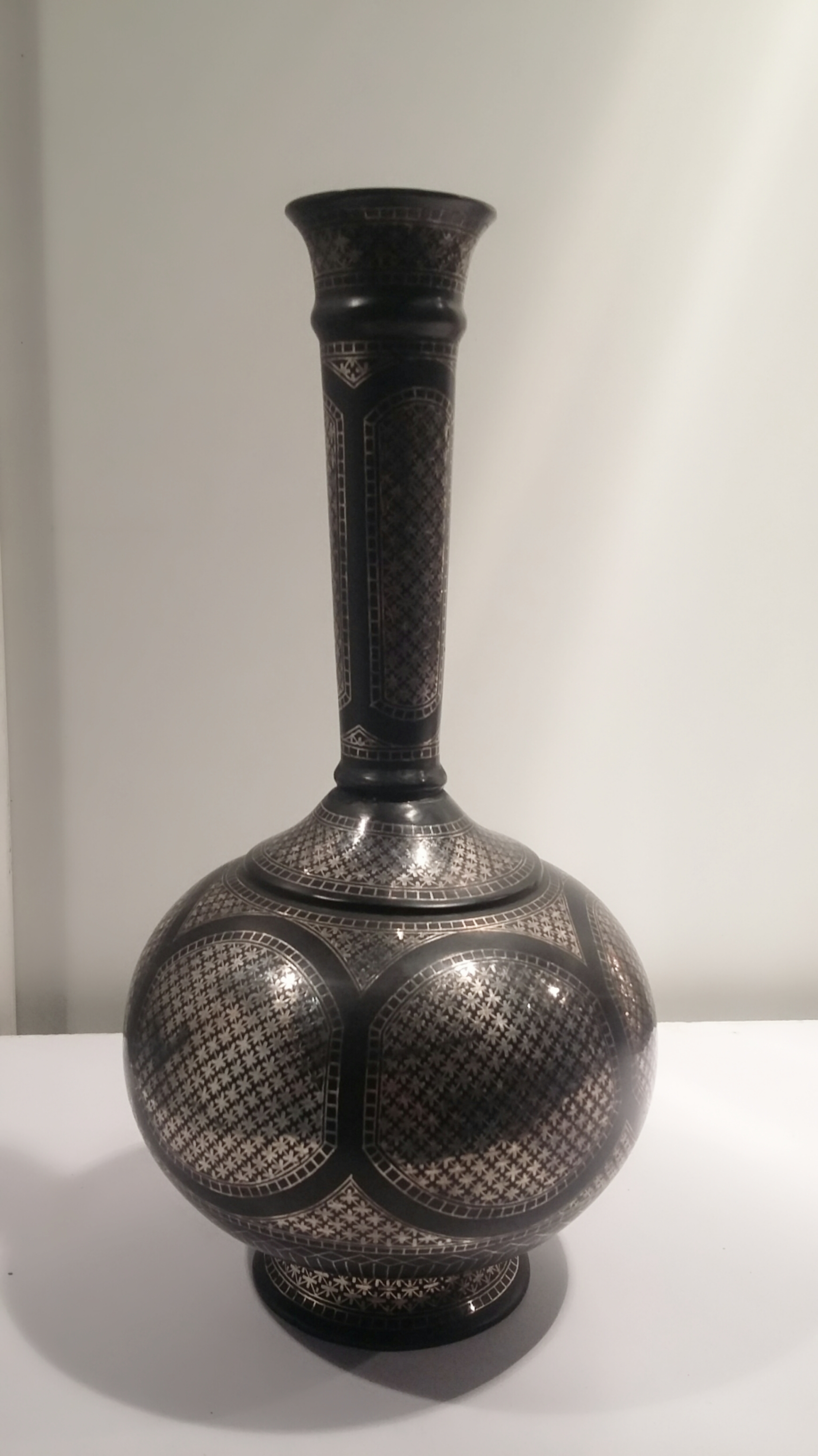
Tazón Bidri
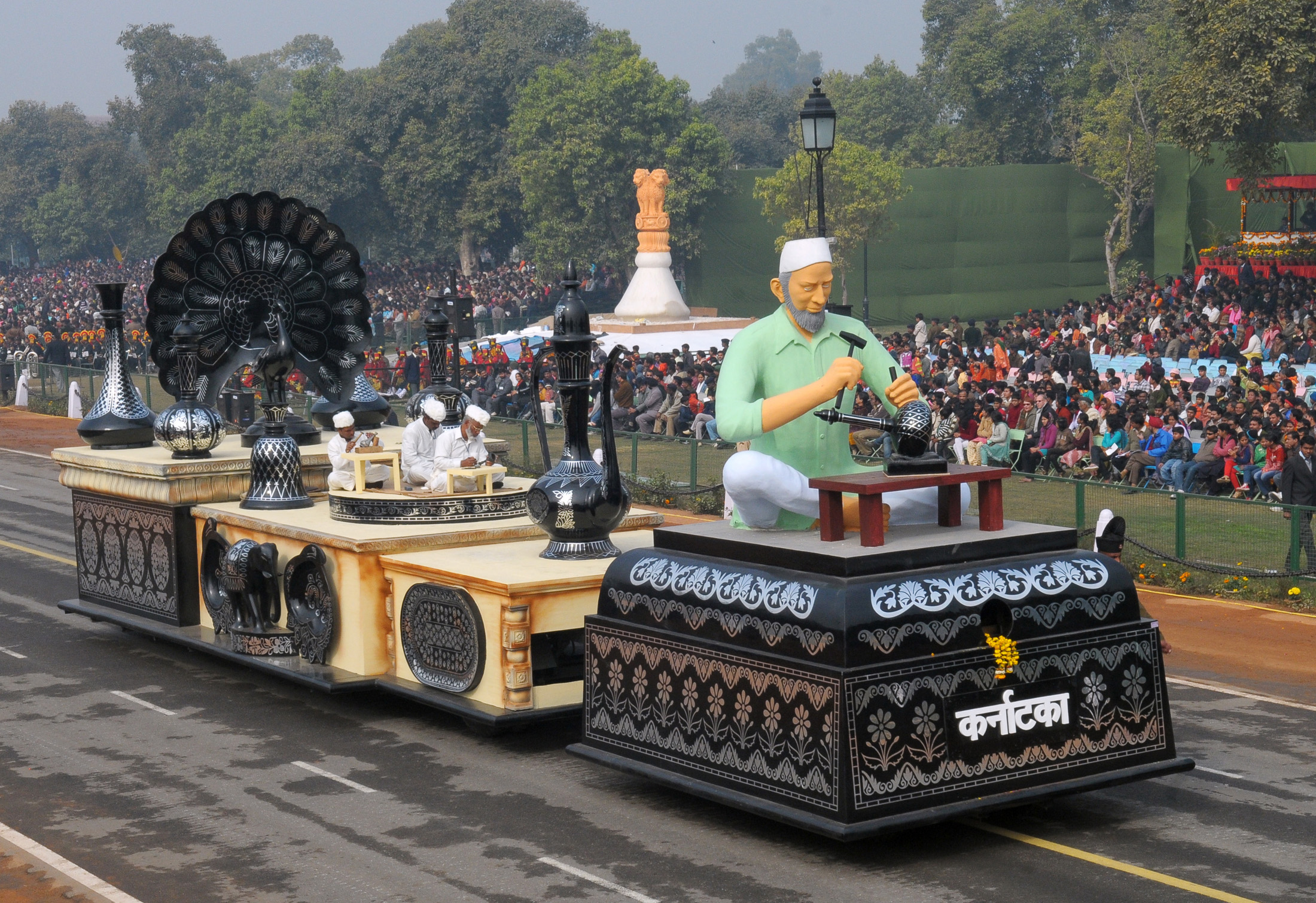
El retablo Karnataka mostrando elementos de artesanía Bidri
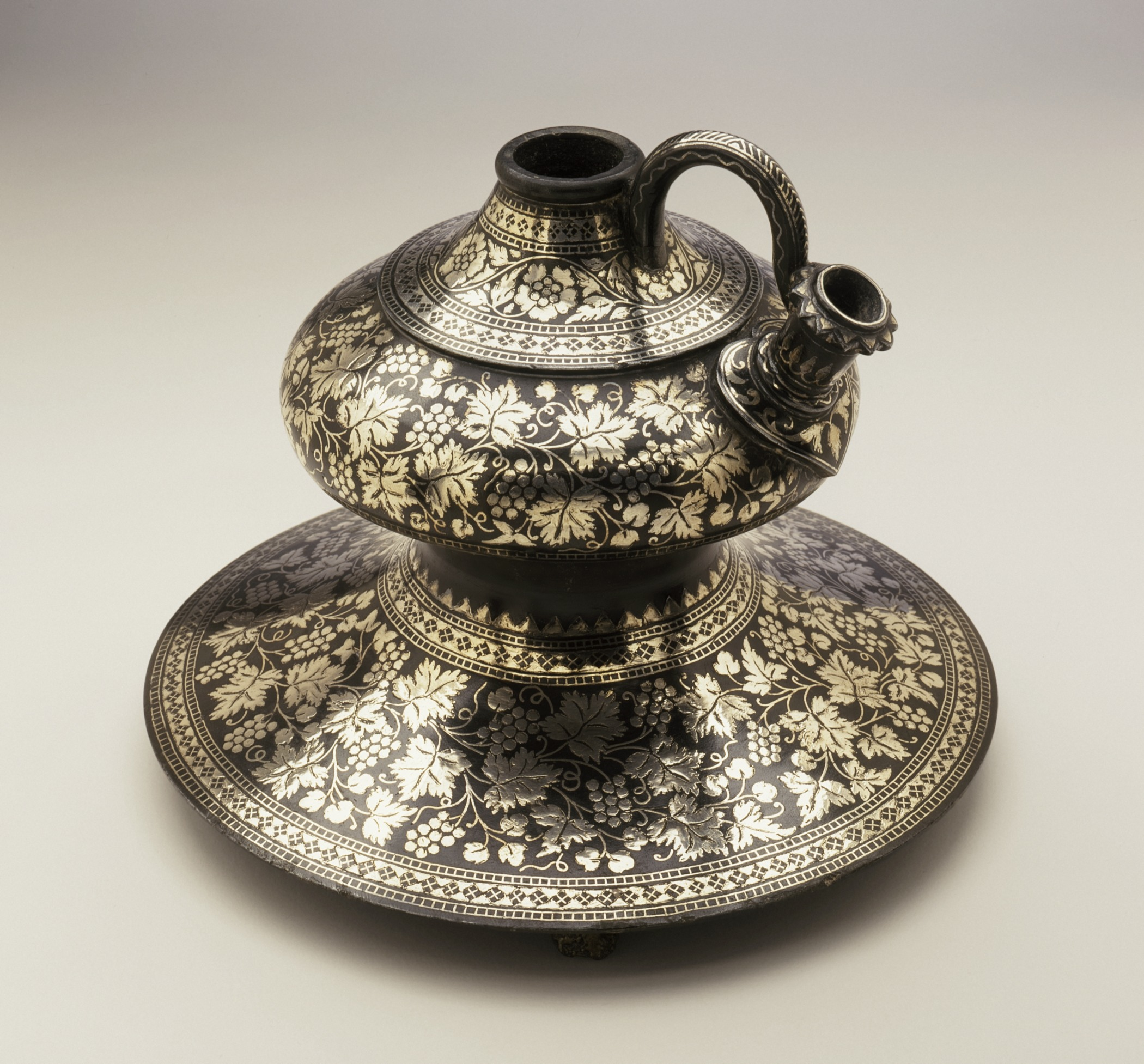
Base de una pipa de agua de 1775 expuesta en el Museo de Arte del Condado de Los Ángeles.